# Electronic Entertainment Expo 2012

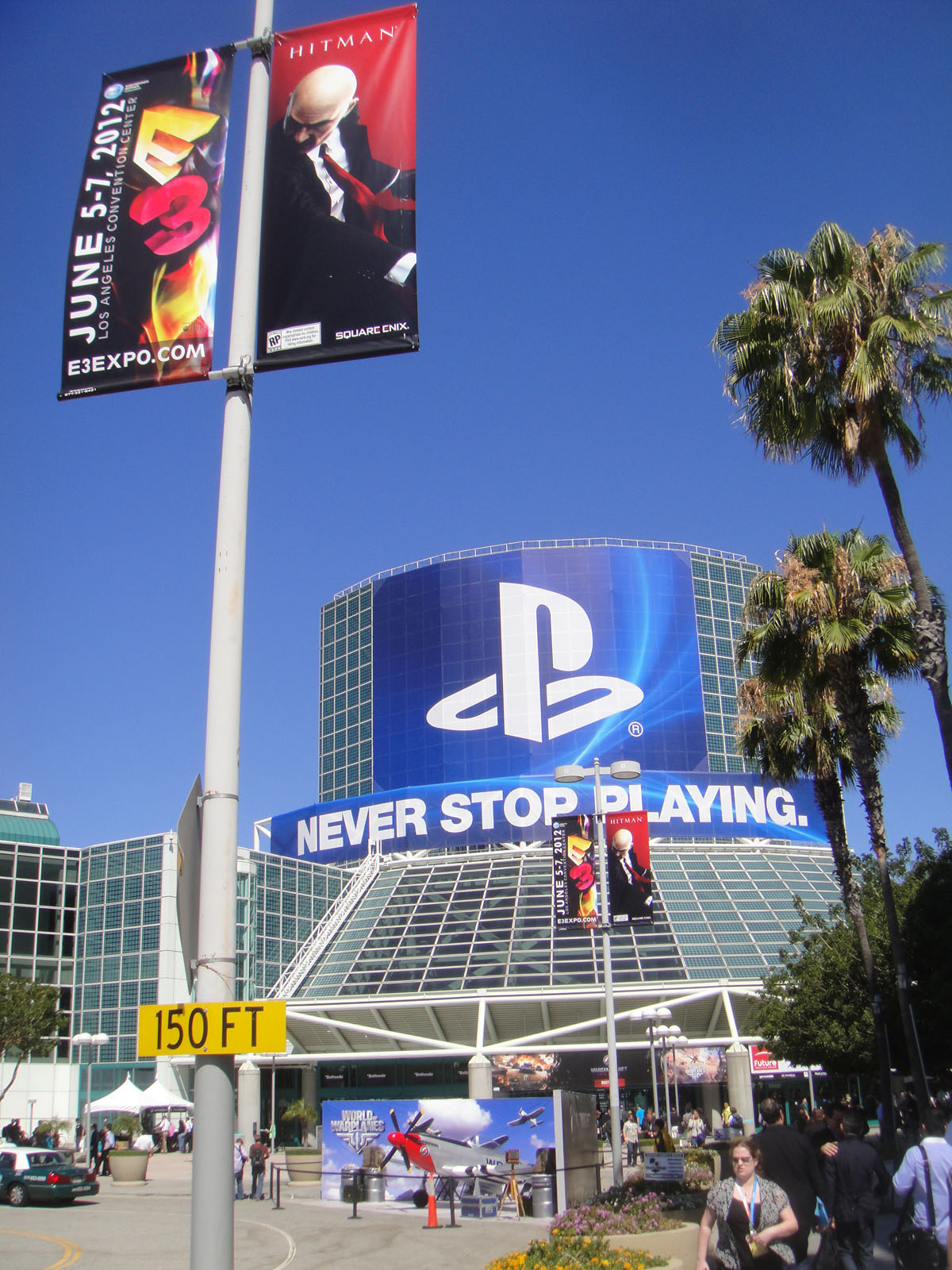
E3 2012

La Electronic Entertainment Expo 2012 (E3 2012) es una feria de videojuegos que tuvo lugar desde el 5 de junio de 2012 hasta el 7 de junio del mismo año en Los Ángeles, California en el Centro de Convenciones de Los Ángeles. El E3 atrae a decenas de miles de profesionales a experimentar el futuro del entretenimiento interactivo. Las personas más influyentes líderes de las empresas más innovadoras en el negocio asistirán al E3 para ver las nuevas tecnologías innovadoras y productos nunca antes vistos en computadoras, consolas de videojuegos, sistemas portátiles, móviles e Internet.

## Lista de destacados expositores
| - 2K Games - Activision - Alienware - Atari - Bethesda Softworks - Bohemia Interactive - Capcom | - Crytek - Disney Interactive - Electronic Arts - Havok - Konami - Microsoft - Namco Bandai Games | - Nintendo - Nvidia - Riot Games - Sega - Sony - Sony Online Entertainment - Square Enix | - Tecmo Koei - Trion Worlds - Ubisoft - Valve Corporation - Wargaming.net - Warner Brothers Entertainment - Zynga |

## Lista de videojuegos destacados
| 2K Games - Borderlands 2 - NBA 2K13 - Spec Ops: The Line - XCOM: Enemy Unknown Activision Blizzard - Call of Duty: Black Ops II - Family Guy: Back to the Multiverse - Skylanders: Giants - The Amazing Spider-Man - Transformers: Fall of Cybertron Atlus - Persona 4 Arena - The Testament of Sherlock Holmes Bethesda Softworks - Dishonored - The Elder Scrolls Online Bohemia Interactive - Arma 3 - Carrier Command: Gaea Mission Capcom - DmC: Devil May Cry - Lost Planet 3 - Resident Evil 6 | Electronic Arts - Command & Conquer: Generals 2 - Crysis 3 - Dead Space 3 - FIFA Soccer 13 - Madden NFL 13 - Medal of Honor: Warfighter - NBA Live 13 - NCAA Football 13 - Need for Speed: Most Wanted - NHL 13 - SimCity Harmonix - Dance Central 3 - Rock Band Blitz Konami - Castlevania: Lords of Shadow 2 - Castlevania: Lords of Shadow -- Mirror of Fate - Metal Gear Rising: Revengeance - New Little King's Story - Silent Hill: Book of Memories LucasArts - Star Wars 1313 Microsoft - Fable: The Journey - Forza Horizon - Gears of War: Judgement - Halo 4 | Namco Bandai - Dragon Ball Z para Kinect - Ni no Kuni - One Piece: Pirate Warriors - Star Trek: The Game - Tekken Tag Tournament 2 Nintendo - Game & Wario - Luigi's Mansion: Dark Moon - New Super Mario Bros. 2 - New Super Mario Bros. U - Nintendo Land - Paper Mario: Sticker Star - Pikmin 3 - Project P-100 - Wii Fit U Sega - Aliens: Colonial Marines - Hatsune Miku: Project DIVA F - Rhythm Thief & the Emperor’s Treasure - Sonic & All-Stars Racing Transformed Sony - Beyond: Two Souls - God of War: Ascension - Planetside 2 - LittleBigPlanet Karting - PlayStation All-Stars Battle Royale - Soul Sacrifice - Sly Cooper: Thieves in Time - The Last of Us | Square Enix - Heroes of Ruin - Hitman: Absolution - Kingdom Hearts 3D: Dream Drop Distance - Quantum Conundrum - Sleeping Dogs - Theatrhythm Final Fantasy - Tomb Raider Tecmo Koei - Dead or Alive 5 THQ - Company of Heroes 2 - Darksiders 2 - Metro: Last Light - South Park: The Stick of Truth TT Games - Lego Batman 2: DC Super Heroes - LEGO City: Undercover - Lego The Lord of the Rings Ubisoft - Assassin's Creed III - Assassin's Creed III: Liberation - Far Cry 3 - Just Dance 4 - Marvel Avengers: Battle for Earth - Rayman Legends - Shootmania - Tom Clancy's Splinter Cell: Blacklist - Watch Dogs - ZombiU Warner Brothers Entertainment - F1 2012 - Guardians of Middle-earth - Injustice: Gods Among Us - Scribblenauts: Unlimited |

## Consolas mostradas
- Wii U (Nintendo)